# Пролетарський (Желєзногорський район)
Пролетарський (рос. Пролетарский) — селище в Желєзногорському районі Курської області Російської Федерації.
Населення становить 21 особу. Входить до складу муніципального утворення Разветьєвська сільрада.

## Історія
Населений пункт розташований на території українського етнічного та культурного краю Східна Слобожанщина.
Від 2004 року входить до складу муніципального утворення Разветьєвська сільрада.

## Населення
| 1979 | 2002 | 2010 |
| ---- | ---- | ---- |
| 105  | ↘24  | ↘21  |